# Robert McCann
Pour les articles homonymes, voir McCann.
Robert John McCann est un mathématicien canadien, connu pour ses travaux sur la théorie du transport. Il travaille comme professeur à l'université de Toronto depuis 1998. 

## Formation et carrière
McCann a grandi à Windsor, en Ontario. Il a étudié l'ingénierie et la physique à l'université Queen's avant d'obtenir un diplôme en mathématiques et a obtenu un doctorat en mathématiques à l'université de Princeton en 1994 sous la direction d'Elliott Lieb avec une thèse intitulée « A Convexity Theory For Interacting Gases And Equilibrium Crystals »,. McCann a été professeur adjoint Tamarkin à l'université Brown à partir de 1994, avant de rejoindre le Département de mathématiques de l'université de Toronto à l'automne 1998. Il a été rédacteur en chef du Journal canadien de mathématiques de 2007 à 2016 .

## Travaux
Il a inventé l'interpolation de déplacement entre les mesures de probabilité et a étudié la convexité de diverses entropies et énergies le long de celle-ci, les liant plus tard à la courbure de Ricci et finalement aux équations d'Einstein de la relativité générale. Il a été le pionnier des applications du transport optimal à des problèmes économiques tels que l'appariement hédonique, l'investissement pour l'appariement et le dépistage multidimensionnel.

## Prix et distinctions
Il est conférencier invité au Congrès international des mathématiciens à Séoul en 2014. Il a été élu membre de l'American Mathematical Society en 2012.
Il est lauréat du AMS Centennial Fellowship  en 1996, du prix Monroe-Martin en 2000, du prix Coxeter-James  en 2005 et du prix Jeffery-Williams en 2017. En 2023 il reçoit le prix Reid décerné par la Society for Industrial and Applied Mathematics (SIAM).